# Britská knihovna
Britská knihovna (British Library) je národní knihovnou Velké Británie a je jednou z nejvýznamnějších vědeckých knihoven, s kolekcí v rozsahu více než 150 miliónů položek, která je každý rok rozšiřována o další 3 milióny položek. Knihovna je v počtu knih druhá po Knihovně Kongresu Spojených států amerických počtem 25 miliónů svazků. Spolu s menším množstvím historických pramenů sahajících až do doby 300 let před naším letopočtem. Knihovna dostává kopii všech knih, které jsou vytištěny ve Velké Británii, včetně zahraničních, které jsou ve Velké Británii přetištěny a mnoha knih, které jsou tištěny jen v zahraničí.

## Historie

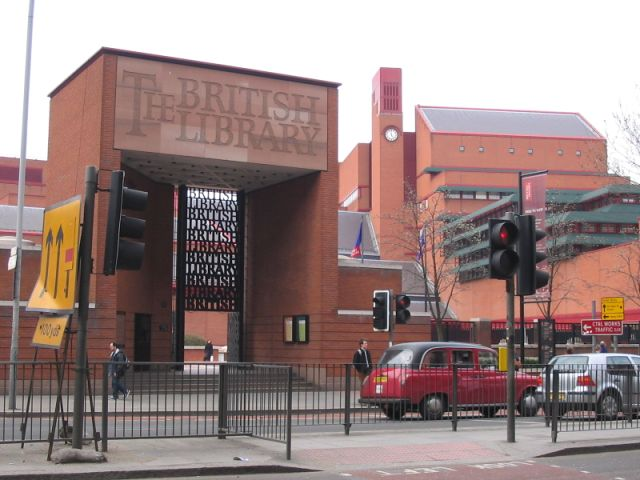
Nová budova Britské knihovny u St. Pancras

Britská knihovna je jako instituce překvapivě mladá v porovnání s národními knihovnami jiných zemí, protože byla založena roku 1973 zákonem British Library Act 1972. Předtím byla součástí Britského muzea. Roku 1983 do ní byl začleněn i Národní zvukový archív.
Po mnoho let byly její sbírky roztroušeny v různých budovách v centru Londýna nebo v pronajatých prostorách (například v Boston Spa nebo Colindale). Od roku 1997 byla hlavní část jejich sbírek přemístěna do nové budovy na Euston Road v Camden poblíž železničního nádraží St. Pancras. Nová budova byla navržena architektem Colinem St. John Wilsonem speciálně s ohledem na její použití. Je největší veřejnou budovou postavenou ve Velké Británii ve 20. století. Přes tuto rozlehlost je sbírka novin stále uložena v Colindale a některé další archívy jsou umístěny v Boston Spa v Yorkshire.
V centru budovy se nachází skleněná tříposchoďová věž obsahující Královskou knihovnu s 65 000 tištěnými svazky, rukopisy a mapami soustředěnými Jiřím III. v období let 1763 až 1820.

## Přístup ke sbírkám

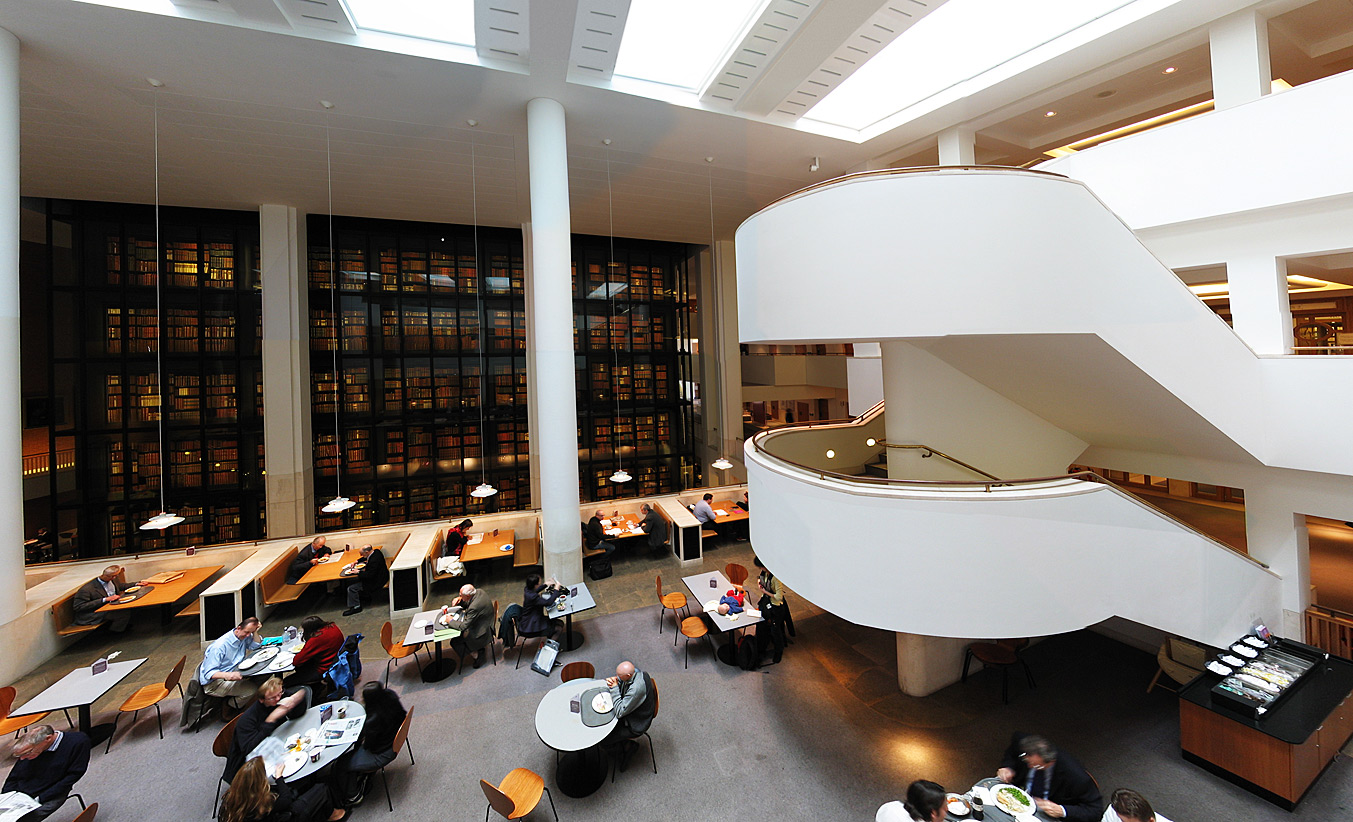
Moderní interiér knihovny

Velké množství důležitých děl je vystaveno na galerii zvané Poklady britské knihovny, která je přístupná sedm dní v týdnu bez poplatku. Knihovna také připravuje pravidelné výstavy s různým zaměřením, aby zpřístupnila své bohaté sbírky.
Další svazky je možné zapůjčit do obrovské čítárny obsahující stovky lavic. Podle WWW stránek Britské knihovny využije jejich služeb více než půl miliónů čtenářů ročně.

## Noviny
Sekce novin Britské knihovny sídlí v Colindale na severu Londýna. Knihovna uschovává, díky zákonu z roku 1869, který vydavatelům uložil povinnost předat knihovně kopii každého vydání novin, více či méně kompletní sbírku britských a irských novin od roku 1840. Londýnské edice národních deníků a sobotních vydání je kompletní od roku 1801. Celkem kolekce obsahuje 660 000 svazků a 370 000 cívek mikrofilmů zachycujících desítky miliónů vydání novin z 52 000 titulů na 45 km polic.
Zvláštní význam má sbírka Thomason Tracts obsahující 7 000 novin ze 17. století Burneyho sbírka zahrnující noviny z konce 18. století a počátku 19. století. Obě tyto kolekce jsou archivovány na St Pancras a jsou dostupné v kopiích.
Tato sekce také obsahuje obrovské množství mimobritských novin v jazycích, které používají latinku a cyriliku.

## Význačné exponáty
- Steinova sbírka z centrální Asie

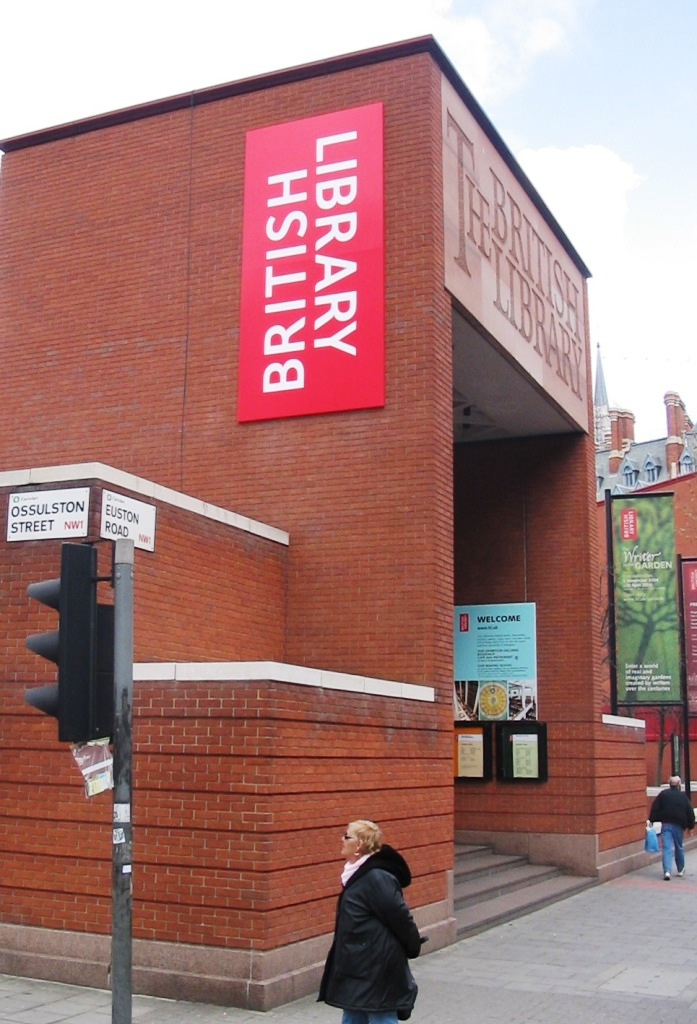
Vstup Ossulston St do Britské knihovny s jejím výrazným logem

- Diamantová sútra, považovaná za nejstarší tištěnou knihu
- Lindisfarnské gospely
- Gutenbergova bible
- Dvě kopie Magna Charty z roku 1215
- Papyrus Egerton 2 – Egertonské gospely
- Jediný dochovaný exemplář Beowulf
- 347 stránek Codex Sinaiticus

## Filatelistické sbírky
Filatelistické sbírky Britské knihovny jsou národními filatelistickými sbírkami Velké Británie. Sbírka byla založena roku 1891 darováním Taplingské sbírky. V současnosti obsahuje 25 významných kolekcí a velké množství menších. Sbírky obsahují poštovní a kolkové známky, obálky, návrhy známek, exponáty letecké pošty, historické poštovní materiály z různých zemí a všech období.
Velká část exponátů je vystavována a jedná se asi o nejkomplexnější kolekci poštovních známek a dalších filatelistických exponátů na světě. Výstava obsahuje asi 80 000 položek na 6 000 arších v asi 1 000 boxech. 2 400 archů pochází z Tapling Collection. Všechny ostatní části sbírek jsou dostupné studentům a vědcům na vyžádání. To činí z British Library vedoucí výzkumné filatelistické centrum.